# Adobe After Effects
Adobe After Effects  es una aplicación que tiene forma de estudio destinado para la creación o aplicación en una composición, así como realización de gráficos profesionales en movimiento y efectos especiales, que desde sus raíces han consistido básicamente en la superposición de capas. Adobe After Effects es uno de los softwares basados en línea de tiempo más potentes del mercado junto con  Autodesk Combustion  y Eyeon Fusion.
Una de las principales fortalezas del programa es que existen una gran cantidad de plugins desarrollados por otras compañías que ayudan a aligerar las cargas de trabajo en lo que a aplicación de efectos se refiere. A partir de las versiones 6.5 y 7 mejora su capacidad para manejar archivos de gráficos y vídeo de distintos formatos. Por otro lado, su interfaz resulta familiar a muchos editores dedicados a la posproducción, lo que lo convierte en la elección ideal para la mayoría de profesionales.

## Historia
After Effects fue originalmente desarrollado por la Company of Science and Art (Compañía de Ciencia y Arte) en Providence, Rhode Island, EE. UU. La versión 1.0 fue lanzada en enero de 1993. La versión 2.1 de 1994 introdujo aceleración para PowerPC. CoSA y por consiguiente After Effects entonces fue adquirido por la Corporación Aldus en julio de 1993; esta compañía a su vez fue adquirida por Adobe Systems Incorporated en 1994, y con ella PageMaker y After Effects. La primera versión de Adobe para After Effects fue la versión 3.0. También fue usado en películas como Iron Man, entre otras.

## Interfaz
La interfaz principal se compone de los varios paneles (desde la versión del After Effects 7.0). Tres de los paneles más utilizados son el panel Proyecto, el de Composición y el de Línea de tiempo. El primero actúa como un contenedor para importar imágenes fijas, video y elementos de material de audio. Los elementos o materiales del panel proyecto se colocan dentro de la línea de tiempo, donde el orden de cada capa y tiempo se pueden ajustar según el editor tenga planificado. Los elementos visibles en el marcador del tiempo actual se muestran en el panel Composición. After Effects comparte muchas características con otros programas de Adobe, como la creación de círculos, cuadrados y figuras de forma libre que se definen por curvas bezier. Al igual que Photoshop e Illustrator, After Effects puede importar y manipular varios formatos de imagen, y los filtros y ajustes se pueden agregar, además se integra con otros productos de software de Adobe como Illustrator, Photoshop, Premiere Pro, Encore, Flash y programas 3D de terceros como Cinema 4D.